# شورش‌های اسکندریه (۳۸ پس از میلاد)
شورش‌های اسکندریه (انگلیسی: Alexandrian riots) حملاتی بود که در سال ۳۸ پس از میلاد در اسکندریه رومی، مصر، علیه یهودیان انجام شد.
امپراتور روم کالیگولا دلایل کمی برای اعتماد به بخشدار مصر، آئولوس آویلیوس فلاکوس داشت. فلاکوس به تیبریوس وفادار بود و علیه مادر کالیگولا توطئه کرده بود. در سال ۳۸ میلادی، کالیگولا، هرود آگریپا را بدون اطلاع قبلی به اسکندریه فرستاد. به گفته فیلون اسکندرانی، این دیدار با تمسخر مردم یونان که آگریپا را پادشاه یهودیان می‌دانستند، مواجه شد. فلاکوس سعی کرد با گذاشتن مجسمه‌های امپراتور در کنیسه‌های یهودی، هم جمعیت یونانی و هم کالیگولا را راضی کند که یک تحریک بی‌سابقه برای یهودیان بود و شورش آنان را در پی داشت. تنها منبع فیلون اسکندریه است که خود یهودی و شاهد شورش‌ها بود. فیلون می‌نویسد که فلاکوس «کنیسه‌ها را ویران می‌کرد و حتی نام آن‌ها را به جا نمی‌گذاشت». در پاسخ، فلاکوس سپس «اعلامیه‌ای صادر کرد که در آن یهودیان را بیگانه خواند… به هر کسی که تمایل داشت یهودیان را به عنوان اسیر جنگی نابود کند، اجازه می‌داد». فیلون می‌گوید که در پاسخ، اوباش «یهودیان را کاملاً از چهار محله [شهر] بیرون راندند و همه آنها را در یک قسمت بسیار کوچک جمع کردند… در حالی که مردم، خانه‌های متروکشان را زیر گرفته بودند، به غارت تبدیل شدند. و غنائم را بین خود تقسیم کردند که گویی در جنگ به دست آورده‌اند». علاوه بر این، فیلون می‌گوید که «دشمنانشان آنها و هزاران نفر دیگر را با انواع عذاب‌ها و شکنجه‌ها و ظلم‌های تازه اختراع‌شده مصلوب کرده و کشتند.»
فلاکوس در نهایت از سمت خود برکنار شد، تبعید شد و در نهایت اعدام شد.